# Journal of Political Economy
Journal of Political Economy är en referent-granskad forskningstidskrift inom nationalekonomi som publiceras månadsvis av University of Chicago Press . Den grundades av James Laurence Laughlin 1892 och publicerar både teoretisk och empirisk forsknings inom nationalekonomi. Den nuvarande chefredaktören är Magne Mogstad (University of Chicago).
Journal of Political Economy anses vara en av de fem bästa tidskrifterna inom nationalekonomi.

## Abstraktion och indexering
Tidningen är finns med i EBSCO, ProQuest, Research Papers in Economics, Current Contents / Social & Behavioral Sciences och the Social Sciences Citation Index . Enligt Journal Citation Reports hade tidskriften år 2017 en påverkansfaktor på 5,247 och rankas som 18:e av 353 tidskrifter i kategorin "Ekonomi".